# Opština Kruševac
Die Opština Kruševac (serbisch-kyrillisch Општина Крушевац, deutsch Gemeinde Kruševac) ist eine Gemeinde (serb. Opština) im Okrug Rasina im Zentrum Serbiens. Verwaltungshauptstadt ist die gleichnamige Stadt Kruševac im Zentrum des Territoriums der Gemeinde.

## Städte und Dörfer
| - Begovo Brdo - Bela Voda - Belasica - Bivolje - Bovan - Bojince - Boljevac - Brajkovac - Bukovica - Buci - Bosnjane - Ćelije - Cerova - Crkvina - Čitluk - Dvorane - Dedina - Dobromir - Doljane - Donji Stepoš - Đunis - Gavez | - Gaglovo - Gari - Globare - Globoder - Gornji Stepoš - Grevci - Grkljane - Jablanica - Jasika - Jošje - Kamenare - Kaonik - Kapidžija - Kobilje - Komorane - Konjuh - Koševi - Kruševac - Krvavica - Kukljin - Lazarevac - Lazarica | - Lipovac - Lovci - Lukavac - Ljubava - Majdevo - Makrešane - Mala Vrbnica - Mala Reka - Mali Kupci - Mali Šiljegovac - Malo Golovode - Malo Krušince - Mačkovac - Meševo - Modrica - Mudrakovac - Naupare - Padež - Pakašnica - Parunovac | - Pasjak - Pepeljevac - Petina - Pozlata - Poljaci - Ribare - Ribarska Banja - Rlica - Rosica - Sebečevac - Sezemče - Slatina - Srndalje - Srnje - Stanci - Suvaja - Sušica - Šavrane - Šanac - Šašilovac - Šogolj - Štitare | - Tekija - Trebotin - Trstenik - Trmčare - Velika Kruševica - Velika Lomnica - Veliki Kupci - Veliki Šiljegovac - Veliko Golovode - Veliko Krušince - Vitanovac - Vratare - Vučak - Žabare - Zdravinje - Zebica - Zubovac |

## Politik
Nach der Wahl im Jahr 2004 besteht die Gemeinderegierung aus 70 Abgeordneten.
- Demokratska Stranka (19)
- Demokratska Stranka Srbije (17)
- Socijalistička Partija Srbije (10)
- Srpska Radikalna Stranka (8)
- Srpski Pokret Obnove (7)
- G17 Plus (5)
- Pokret Snaga Srbije (2)